# Felicia Day
Kathryn Felicia Day (* 28. června 1979 Huntsville, Alabama) je americká herečka, producentka a scenáristka. Je známá z projektů Josse Whedona a internetového seriálu The Guild, který vytvořila.

## Osobní život
Její otec byl vojenský lékař, který působil v letectvu Spojených států, což vedlo ke stěhování rodiny z jednoho místa na druhé po jižních státech USA. Má bratra Ryona Daye, který je softwarový inženýr.
Jako malá dívka začala hrát v lokálních divadlech, kromě herectví také na profesionální úrovni studovala balet a hru na housle.
Dnes žije v Los Angeles. Věnuje se herectví, zpěvu, hře na housle a počítačovým hrám.

## Vzdělání
Kvůli častému stěhování rodičů měla domácí výuku a v poměrně nízkém věku nastoupila na Texaskou univerzitu v Austinu, kde si vybrala dvouoborové studium matematiky a hry na housle. Tomuto studiu dala přednost před Juilliard School of Music, univerzitu dokončila mezi nejlepšími z ročníku a dostalo se jí cti pronést závěrečný promoční proslov.

## Kariéra
Po ukončení univerzity se odstěhovala do Los Angeles, byla rozhodnutá stát se herečkou. Zpočátku získala několik rolí v reklamách, krátkometrážních a nezávislých filmech a epizodní roličky v seriálech jako Kolej, základ života nebo Maybe It's Me. První větší roli měla ve filmu Bravo Girls: Opět v akci, v hlavní roli se poprvé objevila ve filmu June. Průlomovou rolí se pro ní stala vedlejší role v sedmé řadě seriálu Buffy, přemožitelka upírů, kde ztvárnila potenciální přemožitelku Vi a kde se také setkala se scenáristou a režisérem Jossem Whedonem.
V roce 2007 napsala a natočila první řadu internetového seriálu The Guild (tehdy vydávaném na YouTube), pojednávajícím o skupině hráčů RPG hry typu World of Warcraft a jejich problémech se skloubením oblíbené hry a nepřátelské reality každodenního života. Seriál se stal internetovým hitem, druhá série měla premiéru už na videokanálech společnosti Microsoft, což umožnilo zvýšit seriálový rozpočet. Třetí sezóna byla uvedena v roce 2009 hudebním klipem „(Do You Wanna Date My) Avatar“, kde se seriálové postavy poprvé předvedly v kostýmech svých hrdinů ze hry.
Během stávky scenáristů v roce 2008 vznikl projekt Josse Whedona Dr. Horrible's Sing-Along Blog, tříaktový internetový muzikál, kde se Felicia Day objevila po boku Neila Patricka Harrise a Nathana Filliona. Muzikál byl k dispozici nejprve volně ke stažení, později byl vydán na iTunes i na DVD.
Ve spolupráci s Jossem Whedonem pokračovala v jeho dalším seriálu Dům loutek, kde se objevila ve dvou epizodách.
V epizodních rolích hrála také např. v seriálu Můj přítel Monk, pacientku týdne ztvárnila ve druhé epizodě páté řady seriálu Dr. House, objevila se také v několika epizodách seriálu Lovci duchů a pravidelně hrála šílenou vědkyni v seriálu Heuréka – město divů.

## Filmografie
| Rok  | Název                           | Role              | Poznámka             |
| ---- | ------------------------------- | ----------------- | -------------------- |
| 2001 | Strings                         | neznámá role      |                      |
| 2002 | Primadona v ohrožení            | Call Girl         | TV film              |
| 2002 | House Blend                     | Pam               | TV film              |
| 2003 | Backslide                       | Maddie            | krátký film          |
| 2003 | Delusional                      | neznámá role      |                      |
| 2004 | The Mortician's Hobby           | Tiffany           | krátký film          |
| 2004 | Bravo Girls: Opět v akci        | Penelope          | videofilm            |
| 2004 | June                            | June Marie Jacobs | TV film, hlavní role |
| 2004 | Final Sale                      | Felicia           | krátký film          |
| 2005 | Záhadná žena: Vražda v lázních  | Emily             | TV film, hlavní role |
| 2005 | Warm Springs                    | Eloise Hutchinson | TV film              |
| 2005 | Short Story Time                | Felicia           | krátký film          |
| 2006 | God's Waiting List              | Trixie            |                      |
| 2007 | Splitting Hairs                 | Sugar Girl        | krátký film          |
| 2008 | Vyprahlá prérie                 | Blue              | videofilm            |
| 2008 | Dear Me                         | Pipsy             | hlavní role          |
| 2010 | Red: Werewolf Hunter            | Virginia Sullivan | hlavní role          |
| 2010 | Loki and SageKing Go to GenCon  | Evil Felicia Day  | krátký film          |
| 2010 | Lee Mathers                     | Paige             | TV film              |
| 2011 | Chronicles of Humanity: Descent | Amanda Wood       | animovaný film       |
| 2012 | Rock Jocks                      | Alison            | hlavní role          |
| 2014 | Lust for Love                   | Mary              | hlavní role          |
| 2017 | Chew                            | Amelia Mintz      | natáčí se            |

| Rok        | Název                                           | Role                               | Poznámka                                                         |
| ---------- | ----------------------------------------------- | ---------------------------------- | ---------------------------------------------------------------- |
| 2000–2001  | Emeril                                          | Cherie                             | díly „Pilot“ a „Whose Life Is It Anyway?“                        |
| 2001–2003  | Kolej, základ života                            | Sheila                             | díly „Hell Week“ a „God Visits“                                  |
| 2002       | Maybe It's Me                                   | Cookie                             | díl „The Crazy-Girl Episode“                                     |
| 2003       | Buffy, přemožitelka upírů                       | Vi                                 | 8 dílů                                                           |
| 2003       | For the People                                  | Nicole                             | díl „Nexus“                                                      |
| 2004       | One on One                                      | Sarah                              | díl „We'll Take Manhattan“                                       |
| 2004       | Křižovatky medicíny                             | přítelkyně Jesse                   | díl „Positive Results“                                           |
| 2004       | Century City                                    | Sheryl                             | díl „The Haunting“                                               |
| 2005       | Můj přítel Monk                                 | Heidi Gefsky                       | díl „Mr. Monk Gets Drunk“                                        |
| 2006       | Windfall                                        | Danielle                           | díly „Changing Partners“ a „Crash Into You“                      |
| 2006       | Láska, s.r.o.                                   | Natalie                            | díl „Hello, Larry“                                               |
| 2007–2013  | The Guild                                       | Cyd Sherman/Codex                  | internetový seriál, hlavní role, též autorka a scenáristka       |
| 2008       | Dr. House                                       | Apple                              | díl „Not Cancer“                                                 |
| 2008       | Dr. Horrible's Sing-Along Blog                  | Penny                              | internetová minisérie, hlavní role                               |
| 2008–2010  | The Legend of Neil                              | Fairy                              | internetový seriál, 11 dílů                                      |
| 2009       | Roommates                                       | Alyssa                             | 3 díl                                                            |
| 2009       | My Boys                                         | Heather                            | díl „Madder of Degrees“                                          |
| 2009       | Transplantační jednotka                         | Jeni                               | díl „A Roll of Dice“                                             |
| 2009       | Anatomie lži                                    | Angela                             | díl „Tractor Man“                                                |
| 2009–2010  | Dům loutek                                      | Mag                                | díly „Epitaph One“ a „Epitaph Two: Return“                       |
| 2010       | The Webventures of Justin & Alden               | Felicia Day                        | díl „The Streamys“                                               |
| 2010       | The Jeff Lewis 5 Minute Comedy Hour             | pracovnice v kanceláři             | díl „Date“                                                       |
| 2010–2011  | Generator Rex                                   | Annie                              | animovaný seriál, 3 díly                                         |
| 2011       | Dragon Age: Redemption                          | Tallis                             | internetový seriál, hlavní role, též scenáristka a koproducentka |
| 2011–2012  | Heuréka – město divů                            | Dr. Holly Marten                   | 18 dílů                                                          |
| 2012–2020  | Lovci duchů                                     | Charlie Bradbury/Celeste Middleton | 11 dílů                                                          |
| 2012       | The High Fructose Adventures of Annoying Orange | Ginger/Peach                       | 4 díly                                                           |
| 2012       | Rybičky                                         | Angela                             | 4 díly                                                           |
| 2012       | Husbands                                        | sexy pizza dívka                   | internetový seriál                                               |
| 2012       | MyMusic                                         | Gorgol                             | internetový seriál, 1 díl                                        |
| 2012       | Dan Vs.                                         | šéfka                              | díl „Dan vs. The Boss“                                           |
| 2012       | YOMYOMF                                         | sama sebe                          | internetový seriál                                               |
| 2012       | The Game Station Podcast                        | sama sebe                          | internetový seriál                                               |
| 2012       | My Gimpy Life                                   | Felicia                            | internetový seriál, 3 díly                                       |
| 2013       | Outlands                                        | 84                                 | internetový seriál, 6 dílů                                       |
| 2013       | Rooster Teeth Podcast                           | č. 337                             | internetový seriál                                               |
| 2013       | Co-Optitude                                     | sama sebe                          | internetový seriál                                               |
| 2013       | Felicia's Ark                                   | sama sebe                          | internetový seriál                                               |
| 2013       | Spellslingers                                   | sama sebe                          | internetový seriál, 2 díly                                       |
| 2013       | Epic Gaming Time                                |                                    | díl „Knack“                                                      |
| 2015–2017  | Con Man                                         | asistentka                         | internetový seriál, 5 dílů                                       |
| 2016       | We Bare Bears                                   | Karla (hlas)                       | díl „The Island“                                                 |
| 2016       | Knihovníci                                      | Charlotte                          | díl „And the Tears of a Clown“                                   |
| 2017       | Můj malý Pony: Přátelství je magické            | Pear "Buttercup" Butter (hlas)     | díl „The Perfect Pear“                                           |
| 2017–2018  | Čas na dobrodružství                            | Betty (hlas)                       | 7 dílů                                                           |
| 2017–2018  | Stretch Armstrong and the Flex Fighters         | Erika Violette (hlas)              | 14 dílů                                                          |
| 2017–2018  | Skylanders Academy                              | Cynder (hlas)                      | 26 dílů                                                          |
| 2017–dosud | Mystery Science Theater 3000                    | Kinga Forrester                    |                                                                  |
| 2018       | Milesova vesmírná dobrodružství                 | Grendel / Hemeran (hlas)           | díl „Grendel's Moving Castle/The Great Gadfly“                   |
| 2018       | Robot Chicken                                   | Livewire/Jessica Rabbit (hlas)     | díl „Never Forget“                                               |
| 2018–2019  | V zajetí kouzel                                 | Poppy Kline                        | 4 díly                                                           |
| 2019       | Good Mythical Morning                           | Sama sebe                          | internetový seriál                                               |
| 2019       | Zelenáč                                         | Dr. Morgan                         | díl „Volný pád“                                                  |
| 2020       | Do temnoty                                      | Molly                              | díl „Pooka žije!“                                                |
| 2020       | Glitch Techs – Krotitelé šotků                  | Simi / Emma (hlas)                 | 3 díly                                                           |
| 2020       | Marvel: Spider-Man                              | Mary Jane Watson (hlas)            | 3 díly                                                           |
| 2021       | Soví dům                                        | Bria (hlas)                        | díl „Through the Looking Glass Ruins“                            |
| 2022       | Legenda jménem Vox Machina                      | Kapitánka (hlas)                   | díl „The Terror of Tal'Dorei - Part 2“                           |